# Vlastimil Klíma (právník)
Vlastimil Klíma (10. prosince 1898 Praha – 23. prosince 1987 tamtéž) byl československý politik a meziválečný poslanec Národního shromáždění za Národní sjednocení.

## Biografie
Po maturitě, kterou složil 3. července 1917 na reálném gymnáziu v Křemencově ulici v Praze, studoval v letech 1917–1922 na Karlově univerzitě v Praze práva. V letech 1922–1939 byl jednatelem Ústředního spolku mlynářů, 1939–1940 generálním sekretářem Svazu mlynářů a současně v letech 1930–1950 měl se společníkem JUDr. Jindřichem Nechanským advokátní kancelář.
Počátkem 30. let 20. století patřil mezi skupinu nových mládežnických aktivistů Československé národní demokracie, kteří nahradili dosavadní skupinu. Vnesli do strany větší důraz na nacionalismus. Po parlamentních volbách v roce 1935 byl zvolen za Národní sjednocení, do kterého národní demokraté vstoupili. Mandát ovšem získal až dodatečně, v červnu 1937, jako náhradník poté, co zemřel poslanec Karel Kramář. Mandát si Klíma oficiálně podržel do zrušení parlamentu roku 1939, přičemž v prosinci 1938 ještě přestoupil do poslaneckého klubu nově ustavené Strany národní jednoty. V listopadu 1938 hlasoval na protest proti tomu, že nebyla povolena rozprava v plénu, proti ústavním změnám.
V letech 1939–1940 patřil k vedoucím představitelům odbojové organizace Politické ústředí. V červnu 1940 zatčen, ale po několika týdnech pro nedostatek důkazů propuštěn. V roce 1943, kdy se uchýlil do sanatoria doc. Ladislava Filipa v Poděbradech, obnovil spojení s odbojem a organizoval sbírku na podporu rodin popravených a vězněných odbojářů.
Po druhé světové válce se po zákazu obnovení národnědemokratické strany pokusil neúspěšně o vstup do lidové strany; v letech 1945–1948 členem Československé strany národně socialistické a generálním tajemníkem mlynářské sekce Ústředního svazu československého průmyslu. Na podzim 1949 byl zařazen do pracovního tábora v Pardubicích, po necelém měsíci vyreklamován s pomocí ministra informací Václava Kopeckého. V září 1951 zatčen, v monstrprocesu s tzv. Zelenou internacionálou 26. dubna 1952 jako člen agrárnického spikleneckého centra (ačkoliv patřil za první republiky mezi odpůrce agrárníků) odsouzen na doživotí. V roce 1960 amnestován, od r. 1962 pracoval jako skladník v podniku Drobné zboží Praha; v roce 1964 došlo k obnovení procesu a v r. 1967 byl plně rehabilitován. Po zamítnutém pokusu o návrat do advokacie odešel v březnu 1968 do důchodu.
Už ve vězení na konci padesátých let se věnoval psaní politických memoárů, v čemž po propuštění pokračoval i za spolupráce s historiky (Robert Kvaček, Karel Kučera, Jan Galandauer) až do své smrti.